# Lisa Sennerby Forsse
Mona Lisbeth (Lisa) Sennerby Forsse, född 30 september 1948 i Ulricehamn, är en svensk botanist och akademisk ledare. Hon är ordförande i Rådet för Evidensbaserad Miljöanalys  och var tidigare rektor vid Sveriges Lantbruksuniversitet (SLU) 2006-2015. Hon är hedersdoktor vid Köpenhamns universitet och vid University of British Columbia, Canada. Hon tilldelades Konungens medalj 12:e storleken i serafimerordens band 2010 för framstående insatser på lantbruksforskningens område.  
Hon blev filosofie doktor i strukturell botanik vid Stockholms universitet 1987, var gästforskare/post doc vid Faculty of Forest Genetics vid University of Toronto, Canada 1989-91, blev docent vid SLU 1994 och 1996-2002 adjungerad professor i lövträdsodling vid SLU. Sennerby Forsse har även arbetat som forskningschef vid Skogforsk,  och blev huvudsekreterare och chef vid forskningsrådet Formas 2001-2006.   
Bland tidigare uppdrag kan nämnas som ordförande för Swetox styrelse 2015-2018, ett samarbete mellan 12 svenska universitet med KI som huvudman. Hon var ledamot i Oljekommissionen under ledning av statsminister Göran Persson 2006-2007, ordförande i regeringens Vetenskapliga råd för klimatforskning 2007-2008,under miljöminister Andreas Carlgren, ledamot i Kommissionen för Hållbar utveckling under ledning av statsminister Fredrik Reinfeldt 2008-09. Bland internationella åtaganden kan nämnas ledamot i Science Council for the CGIAR (Consultative Group of International Agricultural Research) 2004-2006 samt vice ordförande i styrelsen för World Agroforestry, ICRAF, CGIAR  2017- 2020.  
Sennerby Forsse invaldes 1996 som ledamot nummer 1514 av Kungliga Skogs- och Lantbruksakademien. och var dess preses under tiden 2016-2020. Hon sitter fn i styrelserna för Karolinska Institutet, Skogsstyrelsen, Stiftelsen Skogssällskapet, Pressens opinionsnämnd (PON) samt är ledamot i styrelsen för Mistraprogrammet SeedBox vid Linköpings universitet.